# Елшанка (приток Курдюма)
Елша́нка (Разбойщина) — река в России, протекает по территории города Саратов и в Гагаринском районе Саратовской области. Правый приток реки Курдюм, бассейн Волги.

## География
Елшанка начинается на территории городского округа Саратов, севернее платформы Жасминная. Течёт на северо-восток, по микрорайону Елшанка, получившему название по реке. Далее на реке находятся населённые пункты Атамановка и Бартоломеевский. Ниже Бартоломеевского, перед посёлком Моховой, Елшанка запружена. Впадает в Курдюм напротив села Клещёвка, в 20 км выше устья последнего. Длина реки составляет 26 км, площадь бассейна — 176 км².

## Данные водного реестра
По данным государственного водного реестра России относится к Нижневолжскому бассейновому округу, водохозяйственный участок реки — Волга от Саратовского гидроузла до Волгоградского гидроузла, без рек Большой Иргиз, Большой Караман, Терешка, Еруслан, Торгун. Речной бассейн реки — Волга от верхнего Куйбышевского водохранилища до впадения в Каспий.
Код объекта в государственном водном реестре — 11010002212112100010954.